# Habitatge al carrer Buida-sacs, 2 (Cervera)
Habitatge al carrer Buida-sacs, 2 és una obra de Cervera (Segarra) protegida com a Bé Cultural d'Interès Local.

## Descripció
Edifici de principis del segle xix situat en un carrer molt estret de traçat medieval, proper a la plaça Major de Cervera, en un terreny amb forta pendent. Destaca la decoració del ràfec i el torricó, sostingut per una estructura troncocònica de maó amb coberta piramidal d'aire neomedieval romànic. La torreta té una estructura poligonal amb finestres allargassades i decoracions geomètriques fetes amb maons. L'alçada del torricó es correspon amb la part alta de la façana, decorada de la mateixa forma, amb una franja de motius geomètrics de maó a la part baixa i àmplies obertures amb persianes a la part superior. La part baixa de l'edifici apareix arrebossada sense decoració, únicament amb petites obertures emmarcades per maons.